# Bambi-Verleihung 1991
Die 43. Bambi-Verleihung fand am 12. Dezember 1991 im Kurhaus in Wiesbaden statt.

## Die Verleihung
Die erstmals in Wiesbaden veranstaltete Bambi-Verleihung stand im Zeichen von drei Preisträgern: Der Charitybambi ging an Audrey Hepburn, die für ihren Einsatz als UNICEF-Botschafterin ausgezeichnet wurde. Den Ehrenbambi konnte Wolfgang Schäuble für „seinen politischen Weitblick und seinen vorbildlichen Mut“ entgegennehmen. Er war etwa ein Jahr zuvor niedergeschossen worden und hatte sich danach in die Politik zurückgekämpft. Als Mann des Jahres wurde der russische Präsident Boris Jelzin „für seine friedliche Machtübernahme“ ausgezeichnet. Er war allerdings bei der Verleihung nicht anwesend. Der Preis wurde ihm kurz vor der Bambi-Verleihung im Weißen Haus in Moskau übergeben, wie bei der Gala in einer Videoaufführung zu sehen war.

## Preisträger
Aufbauend auf der Bambidatenbank.

### Charity
Audrey Hepburn

 Laudatio: Maximilian Schell

### Ehrenbambi
Wolfgang Schäuble

 Laudatio: Björn Engholm

### Entertainment
Siegfried und Roy

### Gameshow
Peter Bond und Frederic Meisner

### Klassik
Nigel Kennedy

### Lifetime
Hanns Joachim Friedrichs

### Mann des Jahres
Boris Jelzin

### Pop
Patricia Kaas

### Shooting Star
Claudia Schiffer

 Laudatio: Karl Lagerfeld

### Sport
Heike Henkel

### Fernsehmoderation
Hape Kerkeling für Total Normal

 Laudatio: Frank Elstner

### Volksmusik
Patrick Lindner

### Wirtschaft
Carl Hahn